# 斯巴达少年的训练
斯巴达少年的训练（法语：Jeunes Spartiates à l'exercice）是法国 印象主义艺术家埃德加·德加的一幅早期油画作品，绘于约1860年，描绘两组斯巴达男女青年，以相互挑战的方式进行锻炼。该作品于1924年由伦敦国家美术馆购买。

## 说明
这幅画以两组少年为主题，五个女孩（其中一个几乎完全被其他人遮住了）和五个男孩，女孩们在画作的左侧，男孩们在右侧，女孩们显然在嘲弄男孩。背景中站着一群妇女和一名男子看着他们，确定为斯巴达的来古格士和孩子们的母亲。 女人们穿着全套衣服，女孩和男人赤裸上身，而男孩则是全裸。旁观者身后是斯巴达城，远方耸立的是塔伊耶托斯山脉，据说出生时不健壮的斯巴达儿童会被遗弃到山谷中，任其死亡。

## 历史
这幅画开始于1860年，后来德加恢复作画，但是直到他去世仍未完成。21世纪初拍摄的X光照片显示，德加改变了年轻人的位置、面孔，甚至他们的数量；最后的变化导致了前景中四个女人有十条腿的奇怪形象。 德加还将年轻人的面貌从古典的英俊希腊理想面孔，改为更具城市现代感的面貌。法国艺术史学家安德烈·莱莫伊斯内（André Lemoisne）首先注意到了这一事实，他指出，这幅作品具有当代巴黎风格。最近的评论家同意莱莫伊斯内的观点，认为德加试图“更新”他的画作。

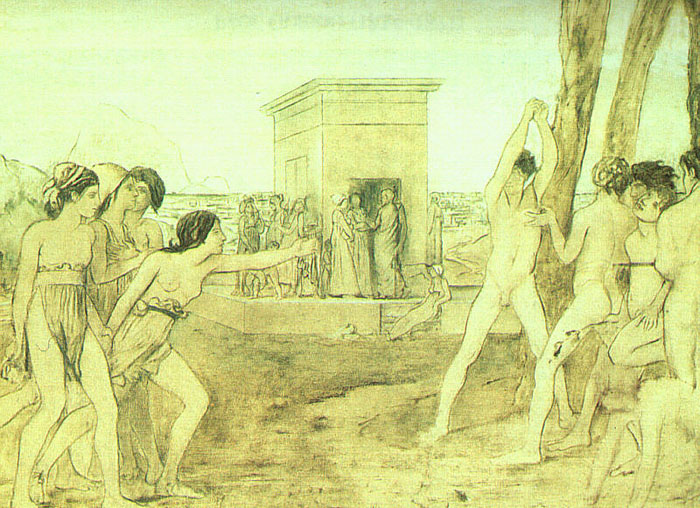
习作，藏于芝加哥艺术博物馆

这幅画的另一个版本现藏于芝加哥艺术博物馆。这个版本的完成度要低得多，但它有截然不同的背景，更详细的景观和大型的建筑，背景中的人物正围绕着它休息。 这幅作品还展示了德加如何在画作右侧增加一个男孩，来改变前景人物的数量。